# Bora (Pontevedra)
Bora o Santa Marina de Bora es una parroquia gallega del municipio de Pontevedra, en España.
Formó parte del antiguo municipio de Mourente y limita con las parroquias de San Andrés de Xeve, Marcón y Mourente. Presenta un terreno bastante accidentado, bañado por las aguas de los ríos Lérez y Almofrey.

## Población
En el año 2000 había 872 habitantes y en 2008 había 814 habitantes, de los cuales 411 eran hombres y 403 mujeres. Eso significa que la población disminuyó un 6,65%.

## Lugares de interés
Recomendable es la visita a los dos puentes antiguos. Uno de estos puentes tiene gran importancia histórica por librarse en él, en 1809, una decisiva batalla contra los invasores franceses. 
La iglesia parroquial conserva dos imágenes del siglo XVI de San Pedro y Santiago esculpidas en piedra. 
La fiesta patronal, santa Mariña, se celebra los días 22 y 23 de julio.
También cuenta con varias rutas de senderismo de considerable importancia:
- Paseo do Río Lerez.
Es un camino que discurre por los márgenes del río Lerez, saliendo del Embalse de Bora muestra una amplia Flora y Fauna así como los famosos salones del Lerez (espacios de gran amplitud) y también diversos molinos. Este paseo va directo a la ciudad de Pontevedra y es uno de los más importantes del concello. 
-Paseo do Río Almofrei.
Esta ruta, de ligera dificultad, sigue los márgenes del Río Almofrei desde As Pontes hasta el fin de la parroquia en O Salgueiral. Finalizando dicho recorrido con un espectáculo natural poco frecuente: Pico Sacro. Un complejo de rocas y agua en el que multitud de bañeras naturales, cascadas y roca desnuda en sus márgenes hacen del espacio un gran lugar lúdico de difícil acceso. Dicho paraje cuenta con una cascada de más de tres metros de altura y dos de ancho, una de las más espectaculares de la comarca.

## Aldeas
Cara, A Cardosa, Acorval, O Couto, A Igrexa, A Lameliña, As Leiras, O Pío, As Pontes, Portamuíño, O Quinteiro, O Salgueiral, O Tombo, O Valo, Vilares.
- Datos: Q3396526
- Multimedia: Bora, Pontevedra / Q3396526